# Morgan De Sanctis
Morgan De Sanctis (Guardiagrele, 26 marzo 1977) è un dirigente sportivo ed ex calciatore italiano, di ruolo portiere.
Con la nazionale italiana è stato vicecampione d'Europa nel Campionato europeo di calcio 2012 e ha preso parte a due campionati d'Europa (Austria-Svizzera 2008 e Polonia-Ucraina 2012) e a un campionato del mondo (Sudafrica 2010), oltre che alla FIFA Confederations Cup 2009.

## Biografia
Nato a Guardiagrele, ha un fratello minore Rocco (1982), anch'egli legato al mondo del calcio.
È sposato con Giovanna De Sanctis, dalla quale ha avuto due figlie: Sara ed Anastasia.
La notte del 6 gennaio 2021, è coinvolto in un grave incidente automobilistico, che gli causa fratture multiple alle costole ed ai dorsali a causa delle quali ha dovuto sottoporsi ad un'asportazione della milza, avvenuta all'ospedale Gemelli di Roma.

## Caratteristiche tecniche
Portiere carismatico e affidabile, era molto abile nel bloccare il pallone e nelle uscite basse.

## Carriera

### Giocatore

#### Club

##### Gli esordi, Pescara
Prodotto del vivaio del Pescara, rimase nel capoluogo adriatico per 3 stagioni dal 1994 al 1997. Ebbe un esordio fortunoso in Serie B, quando da terzo portiere del Pescara (giocava nella Primavera) fu costretto a debuttare per l'infortunio di entrambi i portieri della prima squadra e sul campo neutro di Francavilla al Mare parò un rigore a Christian Vieri, che a quel tempo militava nel Venezia.

##### Juventus

De Sanctis al debutto in Serie A il 6 dicembre 1998, con la maglia della, nella gara al Delle Alpi contro la.

Nel 1997, a 20 anni, fu acquistato dalla Juventus per 1,5 miliardi di lire. Nella prima stagione non fu mai impiegato, chiuso da Peruzzi e Rampulla, mentre la squadra vinse lo scudetto e arrivò in finale di Champions League.
Nel campionato seguente, stante i forfait di Peruzzi e di Rampulla, il 6 dicembre 1998 De Sanctis debuttò in bianconero e in Serie A, nella partita Juventus-Lazio (0-1). Giocò altre 3 volte, 2 in campionato e una in Coppa Italia, totalizzando nel suo biennio a Torino 4 gare e 2 reti subìte.

##### Udinese
Nel 1999 passò all'Udinese, collezionando 8 presenze il primo anno e 3 nel campionato successivo. Nell'estate del 2000 vinse la Coppa Intertoto. Nel 2001-02 giocò da titolare le ultime 10 partite stagionali e, a partire dal 2002, a 25 anni, conquistò il ruolo di portiere titolare della squadra, subentrando a Luigi Turci. Per le successive cinque stagioni fu il primo portiere dell'Udinese, con la quale ha giocato 194 partite di Serie A in 8 stagioni, oltre ad alcuni incontri di Coppa UEFA e di Champions League.

##### Siviglia e Galatasaray
Nel luglio 2007 chiese d'ufficio la rescissione del contratto alla FIFA, avvalendosi della norma secondo cui un calciatore che ha superato i 29 anni può richiedere l'interruzione del contratto con una squadra pagando un indennizzo basso. Firmò poi con il Siviglia, dove fu il portiere di riserva.
Il 31 luglio 2008 andò in prestito al club turco del Galatasaray. Il 17 agosto vinse la Supercoppa di Turchia battendo 2-1 il Kayserispor, anche se non giocò la partita. Nel resto del campionato fu invece titolare.

##### Napoli
Rientrato al Siviglia al termine del prestito, il 24 luglio 2009, a 32 anni, fu acquistato a titolo definitivo per 1,7 milioni di euro dal Napoli. Esordì in azzurro il 16 agosto 2009 nel match di Coppa Italia contro la Salernitana, terminato 3-0 per i partenopei.. Lungo la stagione, dopo qualche incertezza iniziale, si confermò un portiere affidabile, parando 3 rigori e mantenendo la porta inviolata per 588 minuti in 6 partite, perdendo l'imbattibilità per la rete di Antonio Di Natale in Udinese-Napoli (3-1 per i padroni di casa).
Grazie anche al grande fair play dimostrato nel corso del campionato, vinse il "Pallone d'Argento".
Nella stagione successiva si confermò titolare, ottenendo il primato assoluto di imbattibilità casalinga partenopea: con 799 minuti, superò il record di Luciano Castellini (763 minuti) che resisteva dal torneo 1981-1982. La sua imbattibilità casalinga fu interrotta il 20 marzo 2011 da Acquafresca, che realizzò al 56' la rete del momentaneo 1-1 di Napoli-Cagliari. Al termine del campionato 2010-2011, conclusosi con la qualificazione del Napoli in Champions League, fece un altro record: fu l'unico calciatore della Serie A ad essere stato sempre presente in campo sia nella stagione conclusa che in quella precedente, disputando 76 partite consecutive da titolare senza sostituzioni.
Il 7 giugno 2011 vinse il Trofeo Rocky Marciano, titolo di miglior sportivo abruzzese dell'anno. In Champions League contribuì alla qualificazione del Napoli agli ottavi di finale. In Napoli-Bayern Monaco del 18 ottobre 2011, finita 1-1, parò un rigore a Gómez. A fine stagione, il 20 maggio 2012 vinse la Coppa Italia.

##### Roma
Il 25 luglio 2013, a 36 anni, passò a titolo definitivo alla Roma per 500 000 euro. Il 25 agosto seguente fece il suo esordio con i giallorossi nella gara di campionato Livorno-Roma (0-2). Con la Roma riuscì a battere il record di 9 vittorie consecutive a inizio stagione, subendo appena una rete contro il Parma e migliorando il record a 10 vittorie consecutive.
Nella stagione 2014-2015, chiusa con 35 presenze e 26 gol subiti in campionato, poté vantare una percentuale tra i tiri ricevuti e le reti subite pari al 76%.
Nella sua terza stagione alla Roma perse il posto da titolare a favore del portiere polacco Wojciech Szczęsny, arrivato in prestito dall'Arsenal. A fine stagione, non avendo trovato un accordo con la società giallorossa per il rinnovo del contratto, rimase svincolato.

##### Monaco
Il 13 luglio 2016, a 39 anni, firmò un contratto annuale con il Monaco. Il 6 dicembre successivo esordì con i monegaschi da titolare in Champions League, nella gara persa per 3-0 contro il Bayer Leverkusen, diventando così il primo italiano ad avere giocato nella massima competizione continentale con cinque club differenti (Udinese, Siviglia, Napoli, Roma e, appunto, Monaco). Il 26 aprile 2017 giocò da titolare nella semifinale valida per la Coppa di Francia, persa per 5-0 contro il PSG. Si ritirò al termine della stagione, dopo aver vinto il campionato da secondo portiere.

#### Nazionale

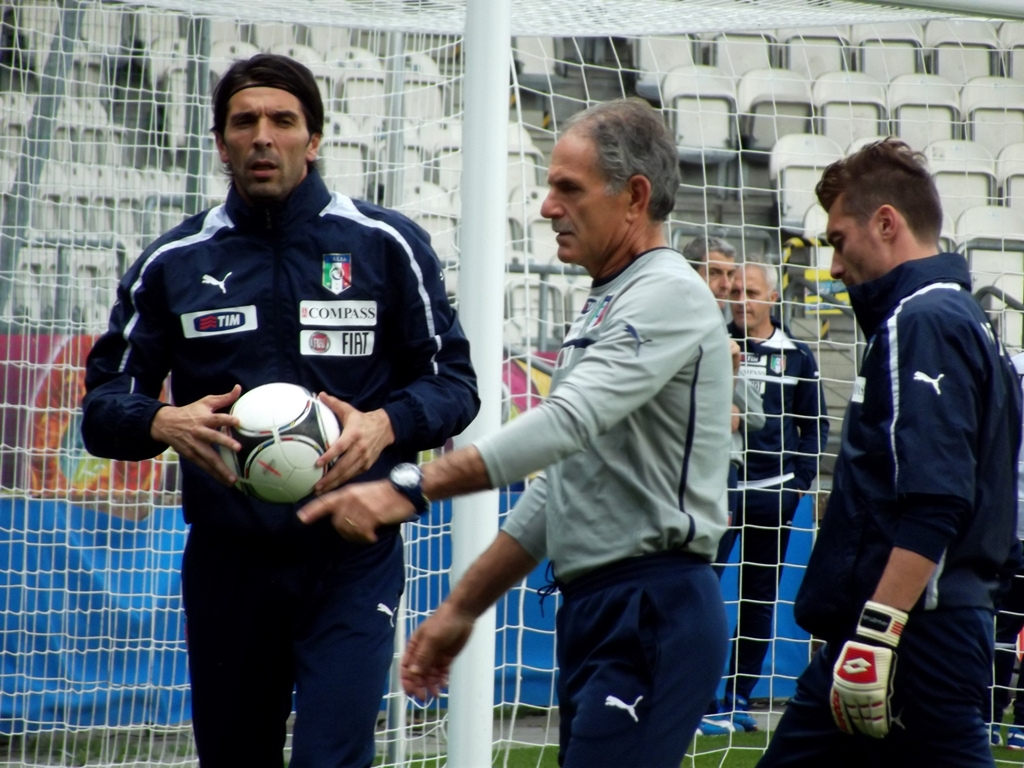
Gianluigi Buffon (a sinistra) e De Sanctis (a destra) in allenamento con la nazionale durante il

Nel biennio 1998-2000 fu il secondo portiere della nazionale Under-21 guidata da Marco Tardelli, dietro il titolare Christian Abbiati. Nel 2000 partecipò, senza scendere in campo, all'Europeo Under-21 vinto dagli Azzurrini in Slovacchia. Nello stesso anno prese parte anche alle Olimpiadi di Sydney, dove l'Italia si fermò ai quarti di finale.
Il 30 marzo 2005, a 28 anni, esordì in nazionale nella partita amichevole Italia-Islanda (0-0) disputata a Padova.
L'anno successivo venne inserito da Marcello Lippi tra i pre-convocati per il campionato del mondo 2006, poi vinto dalla nazionale italiana, ma non entrò nella lista dei 23 convocati.
Nella gestione di Roberto Donadoni divenne il terzo portiere alle spalle di Buffon e Amelia e venne convocato per il campionato d'Europa 2008. Venne quindi confermato da Lippi, che lo convocò, sempre come terzo portiere, per la Confederations Cup 2009 e per il campionato del mondo 2010.
Dopo un anno di assenza, tornò in Nazionale il 4 agosto 2011, quando ricevette la prima convocazione della gestione di Cesare Prandelli in occasione dell'amichevole di Bari contro la Spagna, tornando poi in campo l'11 ottobre 2011 nella partita di Pescara contro l'Irlanda del Nord, a quasi tre anni dall'ultima presenza in azzurro.
Infine, a 35 anni, venne convocato per il campionato d'Europa 2012, questa volta come secondo portiere. La nazionale italiana riuscì ad arrivare in finale, ma il 1º luglio perse 4-0 contro la Spagna.
Il 26 marzo 2013, giorno del suo 36º compleanno, annunciò l'addio alla maglia azzurra in occasione della partita contro Malta.

### Dirigente

#### Gli inizi, Roma
Il 7 agosto 2017 viene nominato team manager della Roma. Nel corso dell'autunno inizia a seguire il corso speciale per allenatori UEFA, che abilita all'allenamento di tutte le formazioni giovanili, alle prime squadre fino alla Serie C, e alla posizione di allenatore in seconda in Serie B e Serie A; il successivo 15 dicembre consegue la licenza. Il 3 dicembre 2018 supera invece l'esame finale da direttore sportivo a Coverciano. Nell'estate del 2020 sostituisce provvisoriamente Gianluca Petrachi come direttore sportivo e, a settembre, ottiene l'abilitazione per Allenatore Professionista di Prima Categoria - Uefa Pro. Nell’estate del 2021 diventa poi il vice del nuovo ds Tiago Pinto e si occuperà dei contratti dei ragazzi del vivaio, della transizione dei ragazzi dalla Primavera alla prima squadra, della partnership con club stranieri e del mercato dei giocatori che non rientrano più nei piani della Roma. Il 28 febbraio 2022, dopo aver trascorso cinque anni da dirigente della squadra capitolina e tre anni da calciatore, risolve il contratto che lo legava al club giallorosso.

#### Salernitana
Il 9 giugno 2022 viene nominato direttore sportivo della Salernitana in sostituzione di Walter Sabatini. Il 22 dicembre 2023 viene annunciata sul sito ufficiale del club la rescissione del suo contratto dopo il ritorno nei ranghi dirigenziali dello stesso Sabatini.

#### Palermo
Il 7 giugno 2024, De Sanctis viene nominato direttore sportivo del Palermo, in Serie B, subentrando a Leandro Rinaudo. Il 3 gennaio 2025 viene sollevato dall'incarico dalla società rosanero.

## Statistiche

### Presenze e reti nei club
Statistiche aggiornate al 26 aprile 2017.
| Stagione        | Squadra         | Campionato      | Campionato | Campionato | Coppe nazionali | Coppe nazionali | Coppe nazionali | Coppe continentali | Coppe continentali | Coppe continentali | Altre coppe | Altre coppe | Altre coppe | Totale | Totale |
| Stagione        | Squadra         | Comp            | Pres       | Reti       | Comp            | Pres            | Reti            | Comp               | Pres               | Reti               | Comp        | Pres        | Reti        | Pres   | Reti   |
| --------------- | --------------- | --------------- | ---------- | ---------- | --------------- | --------------- | --------------- | ------------------ | ------------------ | ------------------ | ----------- | ----------- | ----------- | ------ | ------ |
| 1994-1995       | Pescara         | B               | 30         | -49        | CI              | 0               | 0               | -                  | -                  | -                  | -           | -           | -           | 30     | -49    |
| 1995-1996       | Pescara         | B               | 18         | -31        | CI              | 2               | -4              | -                  | -                  | -                  | -           | -           | -           | 20     | -35    |
| 1996-1997       | Pescara         | B               | 26         | -23        | CI              | 3               | -3              | -                  | -                  | -                  | -           | -           | -           | 29     | -26    |
| Totale Pescara  | Totale Pescara  | Totale Pescara  | 74         | -103       |                 | 5               | -7              |                    | -                  | -                  |             | -           | -           | 79     | -110   |
| 1997-1998       | Juventus        | A               | 0          | 0          | CI              | 0               | 0               | UCL                | 0                  | 0                  | SI          | 0           | 0           | 0      | 0      |
| 1998-1999       | Juventus        | A               | 3          | -2         | CI              | 1               | 0               | UCL                | 0                  | 0                  | SI          | 0           | 0           | 4      | -2     |
| Totale Juventus | Totale Juventus | Totale Juventus | 3          | -2         |                 | 1               | 0               |                    | -                  | -                  |             | -           | -           | 4      | -2     |
| 1999-2000       | Udinese         | A               | 7          | -10        | CI              | 1               | -3              | CU                 | 2                  | -2                 | -           | -           | -           | 10     | -15    |
| 2000-2001       | Udinese         | A               | 3          | -6         | CI              | 2               | -3              | -                  | -                  | -                  | -           | -           | -           | 5      | -9     |
| 2001-2002       | Udinese         | A               | 10         | -13        | CI              | 4               | -2              | -                  | -                  | -                  | -           | -           | -           | 14     | -15    |
| 2002-2003       | Udinese         | A               | 34         | -35        | CI              | 0               | 0               | -                  | -                  | -                  | -           | -           | -           | 34     | -35    |
| 2003-2004       | Udinese         | A               | 34         | -40        | CI              | 0               | 0               | CU                 | 2                  | -2                 | -           | -           | -           | 36     | -42    |
| 2004-2005       | Udinese         | A               | 36         | -38        | CI              | 4               | -9              | CU                 | 2                  | -3                 | -           | -           | -           | 42     | -50    |
| 2005-2006       | Udinese         | A               | 34         | -45        | CI              | 4               | -5              | UCL+CU             | 8+4                | -14 + -3           | -           | -           | -           | 50     | -67    |
| 2006-2007       | Udinese         | A               | 36         | -50        | CI              | 3               | -2              | -                  | -                  | -                  | -           | -           | -           | 39     | -52    |
| Totale Udinese  | Totale Udinese  | Totale Udinese  | 194        | -237       |                 | 18              | -24             |                    | 18                 | -24                |             | -           | -           | 230    | -285   |
| 2007-2008       | Siviglia        | PD              | 8          | -7         | CR              | 4               | -5              | UCL                | 1                  | 0                  | SS+SU       | 0           | 0           | 13     | -12    |
| 2008-2009       | Galatasaray     | SL              | 31         | -35        | TK              | 0               | 0               | CU                 | 10                 | -12                | ST          | 0           | 0           | 41     | -47    |
| 2009-2010       | Napoli          | A               | 38         | -43        | CI              | 1               | 0               | -                  | -                  | -                  | -           | -           | -           | 39     | -43    |
| 2010-2011       | Napoli          | A               | 38         | -38        | CI              | 1               | 0               | UEL                | 10                 | -11                | -           | -           | -           | 49     | -50    |
| 2011-2012       | Napoli          | A               | 37         | -46        | CI              | 4               | -2              | UCL                | 8                  | -11                | -           | -           | -           | 49     | -59    |
| 2012-2013       | Napoli          | A               | 34         | -28        | CI              | 1               | -2              | UEL                | 2                  | -5                 | SI          | 1           | -4          | 38     | -39    |
| Totale Napoli   | Totale Napoli   | Totale Napoli   | 147        | -156       |                 | 7               | -4              |                    | 20                 | -27                |             | 1           | -4          | 175    | -191   |
| 2013-2014       | Roma            | A               | 36         | -23        | CI              | 3               | -5              | -                  | -                  | -                  | -           | -           | -           | 39     | -28    |
| 2014-2015       | Roma            | A               | 35         | -26        | CI              | 0               | 0               | UCL+UEL            | 4+0                | -11                | -           | -           | -           | 39     | -37    |
| 2015-2016       | Roma            | A               | 4          | -7         | CI              | 1               | 0               | UCL                | 1                  | 0                  | -           | -           | -           | 6      | -7     |
| Totale Roma     | Totale Roma     | Totale Roma     | 75         | -56        |                 | 4               | -5              |                    | 5                  | -11                |             | -           | -           | 84     | -72    |
| 2016-2017       | Monaco          | L1              | 1          | -1         | CF+CdL          | 5+0             | -14             | UCL                | 2                  | -3                 | -           | -           | -           | 8      | -18    |
| Totale carriera | Totale carriera | Totale carriera | 533        | -596       |                 | 44              | -59             |                    | 56                 | -79                |             | 1           | -4          | 634    | -737   |

### Cronologia presenze e reti in nazionale
| Cronologia completa delle presenze e delle reti in nazionale ― Italia | Cronologia completa delle presenze e delle reti in nazionale ― Italia | Cronologia completa delle presenze e delle reti in nazionale ― Italia | Cronologia completa delle presenze e delle reti in nazionale ― Italia | Cronologia completa delle presenze e delle reti in nazionale ― Italia | Cronologia completa delle presenze e delle reti in nazionale ― Italia | Cronologia completa delle presenze e delle reti in nazionale ― Italia | Cronologia completa delle presenze e delle reti in nazionale ― Italia |
| Data                                                                  | Città                                                                 | In casa                                                               | Risultato                                                             | Ospiti                                                                | Competizione                                                          | Reti                                                                  | Note                                                                  |
| --------------------------------------------------------------------- | --------------------------------------------------------------------- | --------------------------------------------------------------------- | --------------------------------------------------------------------- | --------------------------------------------------------------------- | --------------------------------------------------------------------- | --------------------------------------------------------------------- | --------------------------------------------------------------------- |
| 30-3-2005                                                             | Padova                                                                | Italia                                                                | 0 – 0                                                                 | Islanda                                                               | Amichevole                                                            | -                                                                     | 46’                                                                   |
| 12-10-2005                                                            | Lecce                                                                 | Italia                                                                | 2 – 1                                                                 | Moldavia                                                              | Qual. Mondiali 2006                                                   | -1                                                                    |                                                                       |
| 19-11-2008                                                            | Atene                                                                 | Grecia                                                                | 1 – 1                                                                 | Italia                                                                | Amichevole                                                            | -1                                                                    |                                                                       |
| 11-10-2011                                                            | Pescara                                                               | Italia                                                                | 3 – 0                                                                 | Irlanda del Nord                                                      | Qual. Euro 2012                                                       | -                                                                     |                                                                       |
| 1-6-2012                                                              | Zurigo                                                                | Italia                                                                | 0 – 3                                                                 | Russia                                                                | Amichevole                                                            | -3                                                                    | 46’                                                                   |
| 16-10-2012                                                            | Milano                                                                | Italia                                                                | 3 – 1                                                                 | Danimarca                                                             | Qual. Mondiali 2014                                                   | -1                                                                    |                                                                       |
| Totale                                                                |                                                                       | Presenze                                                              | 6                                                                     |                                                                       | Reti                                                                  | -6                                                                    |                                                                       |

| Cronologia completa delle presenze e delle reti in nazionale ― Italia under 21 | Cronologia completa delle presenze e delle reti in nazionale ― Italia under 21 | Cronologia completa delle presenze e delle reti in nazionale ― Italia under 21 | Cronologia completa delle presenze e delle reti in nazionale ― Italia under 21 | Cronologia completa delle presenze e delle reti in nazionale ― Italia under 21 | Cronologia completa delle presenze e delle reti in nazionale ― Italia under 21 | Cronologia completa delle presenze e delle reti in nazionale ― Italia under 21 | Cronologia completa delle presenze e delle reti in nazionale ― Italia under 21 |
| Data                                                                           | Città                                                                          | In casa                                                                        | Risultato                                                                      | Ospiti                                                                         | Competizione                                                                   | Reti                                                                           | Note                                                                           |
| ------------------------------------------------------------------------------ | ------------------------------------------------------------------------------ | ------------------------------------------------------------------------------ | ------------------------------------------------------------------------------ | ------------------------------------------------------------------------------ | ------------------------------------------------------------------------------ | ------------------------------------------------------------------------------ | ------------------------------------------------------------------------------ |
| 25-3-1998                                                                      | Rende                                                                          | Malta under 21                                                                 | 0 – 1                                                                          | Italia under 21                                                                | Amichevole                                                                     | -                                                                              | 46’                                                                            |
| 22-4-1998                                                                      | Modena                                                                         | Italia under 21                                                                | 2 – 1                                                                          | Galles under 21                                                                | Amichevole                                                                     | -1                                                                             |                                                                                |
| 23-5-1998                                                                      | Castel di Sangro                                                               | Italia under 21                                                                | 4 – 0                                                                          | Scozia under 21                                                                | Amichevole                                                                     | -                                                                              |                                                                                |
| 4-9-1998                                                                       | Wrexham                                                                        | Galles under 21                                                                | 1 – 2                                                                          | Italia under 21                                                                | Qual. Europeo Under-21 2000                                                    | -1                                                                             |                                                                                |
| 9-10-1998                                                                      | Cremona                                                                        | Italia under 21                                                                | 1 – 0                                                                          | Svizzera under 21                                                              | Qual. Europeo Under-21 2000                                                    | -                                                                              |                                                                                |
| 9-2-1999                                                                       | Siena                                                                          | Italia under 21                                                                | 1 – 1                                                                          | Turchia under 21                                                               | Amichevole                                                                     | -1                                                                             |                                                                                |
| 23-2-2000                                                                      | Trapani                                                                        | Italia under 21                                                                | 2 – 0                                                                          | Svezia under 21                                                                | Amichevole                                                                     | -                                                                              |                                                                                |
| Totale                                                                         |                                                                                | Presenze                                                                       | 7                                                                              |                                                                                | Reti                                                                           | -3                                                                             |                                                                                |

## Palmarès

### Club
- Supercoppa italiana: 1

Juventus: 1997
- Campionato italiano: 1

Juventus: 1997-1998
- Supercoppa di Spagna: 1

Siviglia: 2007
- Supercoppa di Turchia: 1

Galatasaray: 2008
- Coppa Italia: 1

Napoli: 2011-2012
- Campionato francese: 1

Monaco: 2016-2017

#### Competizioni internazionali
- Coppa Intertoto UEFA: 1

Udinese: 2000

### Nazionale
- Campionato d'Europa Under-21: 1

Slovacchia 2000

### Individuale
- Pallone d'argento: 1

2009-2010
- Premio nazionale Andrea Fortunato: 1

categoria calciatori: 2012